# Platycoelia haenkei
Platycoelia haenkei är en skalbaggsart som beskrevs av Gutierrez 1952. Platycoelia haenkei ingår i släktet Platycoelia och familjen Rutelidae. Inga underarter finns listade i Catalogue of Life.